# Liga Europy UEFA (2009/2010)/Faza kwalifikacyjna/Mecze - I runda

## Pierwsze mecze
Szczegóły meczów według oficjalnej strony UEFA.
| 12 lipca 2009 | Sutjeska Nikšić | 1:1   | MTZ-RIPA Mińsk |                                                                            |
| 17:30 CET     | Međedović 48'   | (0:0) | Bubnow 78'     | Stadion Gradski · Nikšić, Czarnogóra · Sędzia: Arman Amirchanjan Armenia · |

| 22 lipca 2009 | FC Lahti                                       | 4:1   | Dinamo Tirana |                                                                         |
| 17:30 CET     | Pires Vieira 2' 86' · Moilanen 43' · Haara 52' | (2:1) | Kuli 28'      | Lahden Stadion · Lahti, Finlandia · Sędzia: Petur Reinert Wyspy Owcze · |

| 32 lipca 2009 | CS Grevenmacher | 0:3   | Vėtra Wilno                      |                                                                        |
| 19:00 CET     |                 | (0:2) | Grigaitis 11' 79' · Mašitšev 25' | Stade Josy Barthel · Luksemburg · Sędzia: Christo Ristoskow Bułgaria · |

| 42 lipca 2009 | NSÍ Runavík | 0:3   | Rosenborg BK                     |                                                                   |
| 20:00 CET     |             | (0:1) | Zahora 21' 59' · Lustig 89' (k.) | Gundadalur · Thorshavn, Wyspy Owcze · Sędzia: Alan Muir Szkocja · |

| 52 lipca 2009 | Szombathelyi Haladás | 1:0   | Irtysz Pawłodar |                                                                           |
| 19:00 CET     | Kenesei 79'          | (0:0) |                 | Rohonci úti Stadion · Szombathely, Węgry · Sędzia: Albano Janku Albania · |

| 62 lipca 2009 | Sligo Rovers     | 1:2   | KF Vllaznia                    |                                                                  |
| 20:00 CET     | Cretaro 89' (k.) | (0:0) | Smajlaj 85' · Keane 75' (sam.) | Showgrounds · Sligo, Irlandia · Sędzia: Christof Virant Belgia · |

| 72 lipca 2009 | Metalurgi Rustawi  | 2:0   | B36 Tórshavn |                                                                       |
| 15:00 CET     | Megreladze 10' 88' | (1:0) |              | Stadion Poladi · Rustawi, Gruzja · Sędzia: Artyom Kuchin Kazachstan · |

| 82 lipca 2009 | Anorthosis Famagusta                                                      | 5:0   | UN Käerjéng 97 |                                                                                      |
| 19:00 CET     | Da Costa Magal 10' (sam.) · Katsavakis 25' · Frousos 62' 90+1' · Cafu 67' | (2:0) |                | Stadion Antonisa Papadopoulosa · Larnaka, Cypr · Sędzia: Anthony Buttimer Irlandia · |

| 92 lipca 2009 | Slaven Belupo | 1:0   | Birkirkara FC |                                                                                             |
| 19:00 CET     | Csizmadia 3'  | (1:0) |               | Stadion Gradski · Koprivnica, Chorwacja · Sędzia: Carlos Miguel Taborda Xistra Portugalia · |

| 102 lipca 2009 | Zimbru Kiszyniów | 1:2   | Okżetpes Kokczetaw            |                                                                            |
| 18:00 CET      | Demerji 48'      | (1:0) | Karakułow 72' · Czonkajew 74' | Stadion Zimbru · Kiszyniów, Mołdawia · Sędzia: Gerhard Grobelnik Austria · |

| 112 lipca 2009 | Lisburn Distillery F.C. | 1:5   | Zestaponi                                                  |                                                                            |
| 20:45 CET      | Whelan 88'              | (0:4) | Gelaszwili 11' 34' · Grigalaszwili 22' 38' · Aptsiauri 52' | Mourneview Park · Lurgan, Irlandia Północna · Sędzia: Tamás Bognar Węgry · |

| 122 lipca 2009 | Helsingborgs IF                | 3:1   | Mika Erywań         |                                                                   |
| 20:45 CET      | Larsson 50' 86' · Sundin 90+2' | (0:0) | Montenegro Cano 66' | Olympia · Helsingborg, Szwecja · Sędzia: Stefan Messner Austria · |

| 132 lipca 2009 | Valletta FC                            | 3:0   | Keflavík |                                                                             |
| 17:30 CET      | Falzon 25' · Priso 49' · Den Ouden 72' | (1:0) |          | Ta’ Qali Stadium · Valletta, Malta · Sędzia: Pavle Radovanović Czarnogóra · |

| 142 lipca 2009 | Dinaburg FC                        | 2:1   | Nõmme Kalju    |                                                                  |
| 17:00 CET      | Afanasjevs 63' · Guczaszwili 90+4' | (0:0) | Haavistu 90+2' | Stadion Celtnieks · Dyneburg, Łotwa · Sędzia: Paweł Gil Polska · |

| 152 lipca 2009 | Budućnost Podgorica | 0:2   | Polonia Warszawa           |                                                                                  |
| 20:30 CET      |                     | (0:0) | Kozioł 54' · Jodłowiec 65' | Stadion Pod Goricom · Podgorica, Czarnogóra · Sędzia: Ioannis Stavridis Grecja · |

| 162 lipca 2009 | JK Narva Trans | 0:3   | Rudar Velenje                               |                                                                                       |
| 18:00 CET      |                | (0:1) | Cipot 9' (k.) · Omladič 61' · Trifkovič 89' | Narva Kreenholmi Staadion · Tallinn, Estonia · Sędzia: Mattias Gestranius Finlandia · |

| 172 lipca 2009 | Motherwell | 0:1   | Llanelli AFC |                                                                    |
| 21:05 CET      |            | (0:1) | Jones 28'    | Fir Park · Motherwell, Szkocja · Sędzia: Tero Nieminen Finlandia · |

| 182 lipca 2009 | Bananc Erywań | 0:2   | NK Široki Brijeg              |                                                                      |
| 17:00 CET      |               | (0:1) | Ivanković 40' · Todrigues 65' | Stadion Republikański · Erywań, Armenia · Sędzia: Jan Jílek Czechy · |

| 192 lipca 2009 | Spartak Trnawa  | 2:1   | İnter Baku            |                                                                                   |
| 19:00 CET      | Kozuch 20', 26' | (2:0) | Gutierrez Freitas 80' | Štadión Antona Malatinského · Trnawa, Słowacja · Sędzia: Wiktor Szwecow Ukraina · |

| 202 lipca 2009 | Dynama Mińsk                         | 2:1   | FK Renowa   |                                                                              |
| 18:00 CET      | Kislyak 72' (k.) · Strachanowicz 87' | (0:1) | Ibraimi 41' | Stadion Dynama Mińsk · Mińsk, Białoruś · Sędzia: Magnus Thorisson Islandia · |

| 212 lipca 2009 | Randers FC                                        | 4:0   | Linfield F.C. |                                                                           |
| 19:00 CET      | Berg 36' · Sane 47' · Nygaard 79' · Lorentzen 80' | (1:0) |               | Essex Park Randers · Randers, Dania · Sędzia: Stephen Studer Szwajcaria · |

| 222 lipca 2009 | Simurq Zaqatala | 0:1   | Bene Jehuda Tel Awiw |                                                                                  |
| 18:00 CET      |                 | (0:0) | Baldut 83'           | Stadion Tofika Bachramowa · Baku, Azerbejdżan · Sędzia: Richard Trutz Słowacja · |

| 232 lipca 2009 | Fram                            | 2:1   | The New Saints F.C. |                                                                       |
| 20:00 CET      | Tillen 33' (k.) · Juliusson 48' | (1:1) | Evans 24'           | Laugardalsvöllur · Reykjavík, Islandia · Sędzia: Luc Wouters Belgia · |

## Rewanże
| 19 lipca 2009 | MTZ-RIPA Mińsk              | 2:1   | Sutjeska Nikšić |                                                                           |
| 17:00 CET     | Ryndiuk 67' 111' (dogrywka) | (0:0) | Todorović 63'   | Stadion Traktar · Mińsk, Białoruś · Sędzia: Tom Harald Hagen · Norwegia · |

| 29 lipca 2009 | Dinamo Tirana | 2:0   | FC Lahti |                                                                                      |
| 19:00 CET     | Diop 13' 70'  | (1:0) |          | Stadion im. Qemala Stafy · Tirana, Albania · Sędzia: Vassilios Pamporidis · Grecja · |

| 39 lipca 2009 | Vėtra Wilno                                      | 3:0   | CS Grevenmacher |                                                                        |
| 19:00 CET     | Huss 18' (sam.) · Kijanskas 33' · Vėževičius 37' | (3:0) |                 | Vetros · Wilno, Litwa · Sędzia: Goran Spirkoski · Macedonia Północna · |

| 49 lipca 2009 | NSÍ Runavík | 1:3   | Rosenborg BK                                   |                                                                                 |
| 19:00 CET     | Potemkin 6' | (1:1) | Iversen 39' · Konan Ya 90+2' (k) · Olsen 90+3' | Lerkendal Stadion · Trondheim, Norwegia · Sędzia: Vadims Direktorenko · Łotwa · |

| 59 lipca 2009 | Irtysz Pawłodar              | 2:1   | Szombathelyi Haladás |                                                                     |
| 16:00 CET     | Jurin 20' · Rajos 36' (sam.) | (2:1) | Czernisow 24' (sam.) | Karagandy · Szaktjor, Kazachstan · Sędzia: Halis Özkahya · Turcja · |

| 69 lipca 2009 | KF Vllaznia  | 1:1   | Sligo Rovers |                                                               |
| 20:00 CET     | Shtubina 42' | (1:1) | Keane 39'    | Loro Boriçi · Szkodra, Albania · Sędzia: Marco Borg · Malta · |

| 79 lipca 2009 | B36 Tórshavn | 0:2   | Metalurgi Rustawi          |                                                                     |
| 19:00 CET     |              | (0:2) | Sirbiladze 5' · Chubua 28' | Gundadalur · Torshavn, Wyspy Owcze · Sędzia: Mario Vlk · Słowacja · |

| 89 lipca 2009 | UN Käerjéng 97 | 1:2   | Anorthosis Famagusta    |                                                                                       |
| 20:00 CET     | Fiorani 90+3'  | (0:1) | Sosin 44' · Frousos 60' | Stade Josy Barthel · Luksemburg, Luksemburg · Sędzia: Wital Sewastsianik · Białoruś · |

| 99 lipca 2009 | Birkirkara FC | 0:0 | Slaven Belupo |                                                                    |
| 18:30 CET     |               |     |               | Centenary · Ta’ Qali, Malta · Sędzia: Georgios Daloukas · Grecja · |

| 109 lipca 2009 | Okżetpes Kokczetaw | 0:2   | Zimbru Kiszyniów                  |                                                                       |
| 15:00 CET      |                    | (0:2) | O. Andronic 16' · G. Andronic 19' | Okżetpes · Kokczetaw, Kazachstan · Sędzia: Andrij Szandor · Ukraina · |

| 119 lipca 2009 | Zestaponi                                              | 6:0   | Lisburn Distillery F.C. |                                                                                        |
| 15:00 CET      | Dwali 5' 39' 42' · Gelaszwili 45' · Benaszwili 87' 90' | (4:0) |                         | Stadion Centralny · Zestaponi, Gruzja · Sędzia: Augustus Viorel Constantin · Rumunia · |

| 129 lipca 2009 | Mika Erywań   | 1:1   | Helsingborgs IF |                                                                        |
| 15:00 CET      | Ednei 83' (k) | (0:0) | Makondele 68'   | Asztarak Kasach · Erywań, Armenia · Sędzia: Boško Jovanetić · Serbia · |

| 139 lipca 2009 | Keflavík                          | 2:2   | Valletta FC            |                                                                       |
| 21:15 CET      | Eysteinsson 55' · Gudmundsson 72' | (0:1) | Falzon 41' · Priso 82' | Keflavíkurvöllur · Keflavik, Islandia · Sędzia: Mark Whitby · Walia · |

| 149 lipca 2009 | Nõmme Kalju | 0:0 | Dinaburg FC |                                                                        |
| 18:30 CET      |             |     |             | A. Le Coq Arena · Tallinn, Estonia · Sędzia: Stuart Attwell · Anglia · |

| 159 lipca 2009 | Polonia Warszawa | 0:1   | Budućnost Podgorica |                                                                          |
| 20:30 CET      |                  | (0:0) | Vuković 51'         | Stadion Polonii · Warszawa, Polska · Sędzia: Gediminas Mažeika · Litwa · |

| 169 lipca 2009 | Rudar Velenje                  | 3:1   | JK Narva Trans  |                                                                               |
| 19:30 CET      | Cipot 28' 73' · Mahmutovič 69' | (1:0) | Starovoitov 74' | Stadion Ob Jezeru · Velenje, Słowenia · Sędzia: Fariz Yusifov · Azerbejdżan · |

| 179 lipca 2009 | Llanelli AFC | 0:3   | Motherwell                 |                                                                      |
| 20:00 CET      |              | (0:2) | Sutton 8' 25' · Murphy 72' | Parc-Y-Scarlets · Llanelli, Walia · Sędzia: Milorad Mažić · Serbia · |

| 189 lipca 2009 | NK Široki Brijeg | 0:1   | Bananc Erywań |                                                                                         |
| 20:30 CET      |                  | (0:0) | Daszjan 87'   | Pečara Stadion · Široki Brijeg, Bośnia i Hercegowina · Sędzia: Igor Satchi · Mołdawia · |

| 199 lipca 2009 | İnter Baku             | 1:3   | Spartak Trnawa                            |                                                                                                  |
| 16:00 CET      | Walter Guglielmone 11' | (1:2) | Súkenník 34' · Kožuch 40' · Procházka 48' | Stadion Tofika Bachramowa · Baku, Azerbejdżan · Sędzia: Ante Vučemilović-Šimunović · Chorwacja · |

| 209 lipca 2009 | FK Renowa   | 1:1   | Dynama Mińsk   |                                                                 |
| 17:00 CET      | Ibraimi 12' | (1:1) | Kislak 38' (k) | Gradski · Skopje, Macedonia · Sędzia: Lasza Silagawa · Gruzja · |

| 219 lipca 2009 | Linfield F.C. | 0:3   | Randers FC                           |                                                                                 |
| 20:45 CET      |               | (0:1) | Olsen 21' · Lorentzen 51' · Berg 82' | Mourneview Park · Lurgan, Irlandia Północna · Sędzia: Menashe Masiah · Izrael · |

| 229 lipca 2009 | Bene Jehuda Tel Awiw       | 3:0   | Simurq Zaqatala |                                                                  |
| 18:00 CET      | Galván 27' 66' · Biton 86' | (1:0) |                 | Bloomfield · Tel Awiw, Izrael · Sędzia: Radek Příhoda · Czechy · |

| 239 lipca 2009 | The New Saints F.C. | 1:2   | Fram                           |                                                                        |
| 20:00 CET      | Evans 11'           | (1:1) | Ormarsson 16' · Tillen 66' (k) | Park Hall · Shropshire, Anglia · Sędzia: Lars Christoffersen · Dania · |